# 代賴奇凱

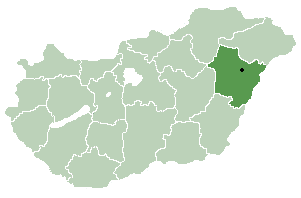

代賴奇凱是匈牙利的城鎮，位於該國東部匈牙利大平原，由豪伊杜-比豪爾州負責管轄，面積103.58平方公里，2011年人口8,964，其中約六成居民信奉基督教。
47°21′13″N 21°34′18″E / 47.35369°N 21.57178°E